# Ruska Sovjetska Federativna Socijalistička Republika
Ruska Sovjetska Federativna Socijalistička Republika (ruski: Росси́йская Сове́тская Федерати́вная Социалисти́ческая Респу́блика) bila je jedna od 15 republika koje su činile bivši Sovjetski Savez.
Osnovana je nedugo nakon Oktobarske revolucije 1917. pod nazivom Ruska Republika. Godine 1922. je ušla u sastav Sovjetskog Saveza. Godine 1991. dolazi do raspada komunizma i Sovjetskog Saveza pa od Ruske SFSR nastaje današnja Rusija. 
Ruska Sovjetska Federativna Socijalistička Republika je i površinom i stanovništvom bila najveća sovjetska republika. Imala je oko 147 milijuna stanovnika na 17 075 200 km². Glavni grad je bila Moskva, a prije nje Petrograd (današnji Sankt Peterburg). 